# Coaldale, Alberta
Coaldale är en ort i Kanada.   Den ligger i provinsen Alberta, i den södra delen av landet, 2 800 km väster om huvudstaden Ottawa. Coaldale ligger 865 meter över havet och antalet invånare är 6 317.
Terrängen runt Coaldale är platt. Närmaste större samhälle är Lethbridge, 14,5 km väster om Coaldale.
Trakten runt Coaldale består till största delen av jordbruksmark. Runt Coaldale är det mycket glesbefolkat, med 3 invånare per kvadratkilometer.